# PZL M20 Mewa
A PZL M20 Mewa kétmotoros könnyű szállító repülőgép, melyet a lengyelországi WSK-Mielec vállalat gyártott az amerikai Piper cég PA–34 Seneca II gépének licence alapján. A megépített gépek egy része a lengyel mentőszolgálathoz került mint mentő repülőgép.

## Története
A lengyel repülőgépipar az 1970-es években kezdett el szorosabban együttműködni amerikai repülőgépgyárakkal a világpiaci pozíciók erősítése és a technológiai megújulás érdekében. Ennek a kooperációnak az eredményeként vásárolta meg a WSK-Mielec 1978-ban az amerikai Piper repülőgépgyár PA–34–200T Seneca II kétmotoros könnyű szállító gépének a gyártási jogát. A gép gyártásának megszervezését Krzysztof Piwek irányította. Az első gépet még a Piper által szállított részegységekből 1978 végére építették össze a WSK-Mielec vállalatnál, majd 1979. július 25-én került sor az az M20 01 jelű prototípus első felszállására. Ebbe a gépbe két 164 kW (220 LE) teljesítményű PZL-Franklin F6A–350 motorokat szereltek. A lengyel vezetés azonban pesszimista volt a gép jövőjét illetően. A tervgazdaság körülményei között nem volt lengyelországi piaca egy ilyen kategóriájú, tipikusan a magánszemélyeket és kisebb vállalkozásokat megcélzó gépnek, ezen túlmenően a lengyel repülőgépgyárak kapacitásait a szovjet megrendelések kötötték le elsősorban. Ezért a gyártás beindítása lassan haladt, a második M20 02 jelzésű, már teljes egészében Lengyelországban gyártott prototípus csak 1982. szeptember 22-én szállt fel először. A későbbi sorozatgyártás alapját jelentő harmadik prototípus, az M20 03 pedig csak 1985. október 10-én repült először. A PZL-Franklin motorok sorozatgyártásának beindításánál jelentkezett nehézségek miatt a gépbe hathengeres LTSIO–360KB boxermotorokat szereltek, ezzel a gép már az amerikai PA–34–220T Seneca III változatnak felelt meg. 1988-ra kifejlesztették a repülőgép légimentő változatát is. Az új, Continental motorokkal felszerelt változat 1988. október 13-án szállt fel először.
Annak ellenére, hogy az 1990-es évek elején a lengyelországi változások nyomán kialakult piacgazdaság már nyitottá vált a hasonló gépekre, a Mewa iránt nem mutatkozott jelentős érdeklődés. Így 1998-ban beszüntették a gyártását. Addig minden változatát beleszámítva, két gyártási sorozatban 20 darab, egyes források szerint 23 darab gépet gyártottak.
A gép egyes szerkezeti elemeit és konstrukciós megoldásait felhasználták a PZL M26 Iskierka kiképző és gyakorló repülőgépnél.

## Alkalmazása
A 4 db M20 Mewát a lengyel mentőszolgálat használ mentőrepülőgépként. Ezeket folyamatosan cserélik le Piaggio P.180 Avanti típusú gépekre. Egy gép a lengyel határőrségnél áll szolgálatban. A többi gépet magánszemélyek és cégek üzemeltetik.
A Rzeszówi Műszaki Egyetemre három repülőgép került. Ezek a 2000-es évekre már elejére már nem voltak üzemképesek, nagyjavításra várnak.

## Műszaki adatok (PZL M20 Mewa)

### Geometriai méretek és tömegadatok
- Hossz: 8,72 m
- Fesztávolság: 11,86 m
- Magasság: 3,02 m
- Szárnyfelület: 19,18 m²
- Üres tömeg: 1320 kg
- Maximális felszálló tömeg: 2070 kg

### Hajtóművek
- Hajtóművek száma: 2 darab
- Típusa: Teledyne Continental TSIO-360-KB/LTSIO-360-KB léghűtéses, hathengeres dugattyúsmotor
- Teljesítmény: 2×220 LE (164 kW)

### Repülési adatok
- Legnagyobb sebesség: 360 km/h
- Utazósebesség: 311 km/h
- Hatótávolság: 1240 km
- Szolgálati csúcsmagasság: 7620 m
- Emelkedőképesség: 7,6 m/s